# Landgericht Trient

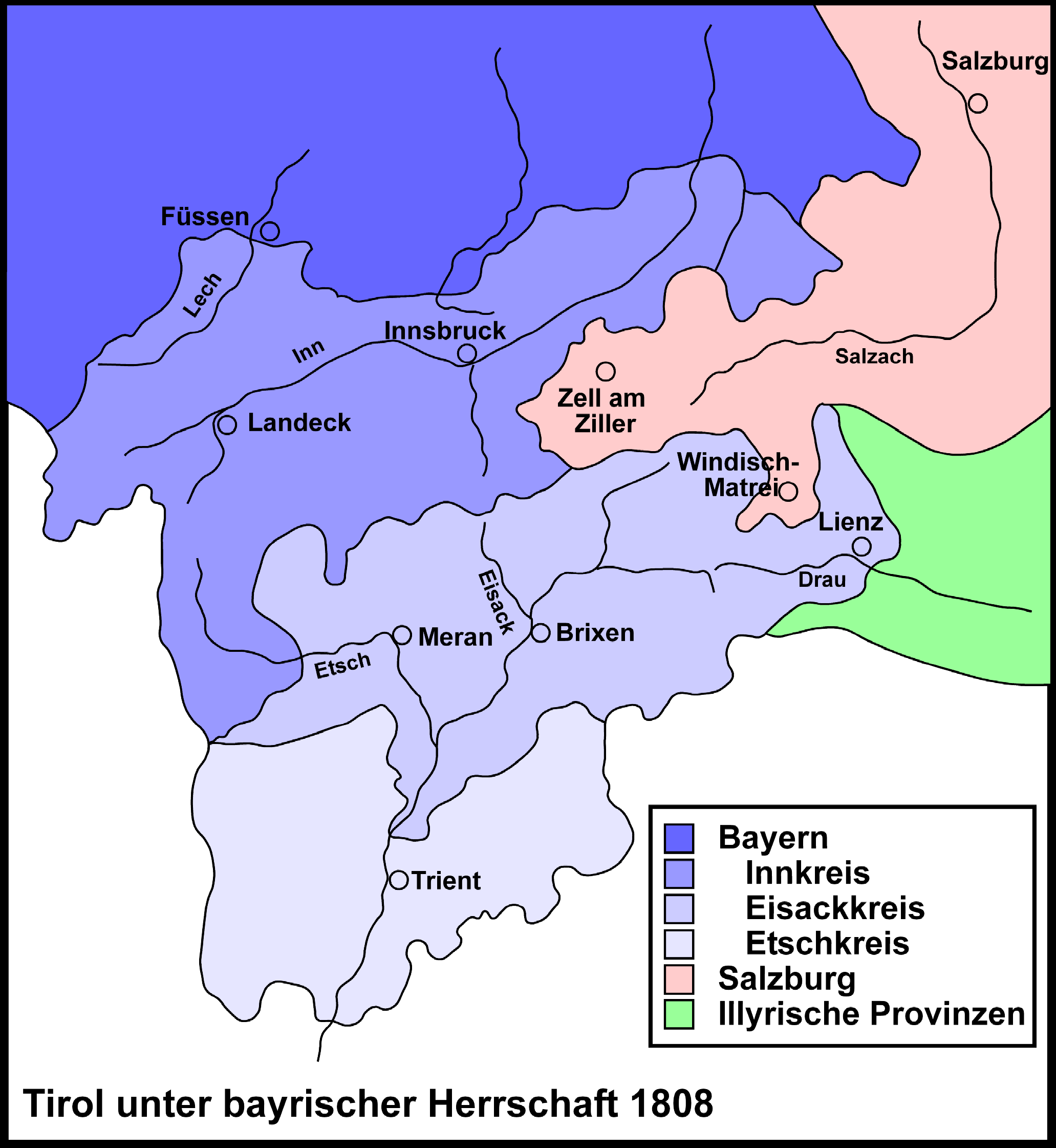
Das Landgericht Trient im Etschkreis 1808

Das Landgericht Trient war ein von 1805 bis 1810 bestehendes bayerisches Landgericht älterer Ordnung mit Sitz in Trient, der Hauptstadt des Trentino (Welschtirol). Die Landgerichte waren im Königreich Bayern Gerichts- und Verwaltungsbehörden.

## Geschichte
Im Jahr 1805 wurde nach dem Frieden von Pressburg im Verlauf der Verwaltungsneugliederung Bayerns das Landgericht Trient errichtet. Dieses wurde nach der Gründung des Königreichs Bayern dem Etschkreis zugeschlagen, dessen Hauptstadt Trient war.
Im Jahr 1810 wurde der Etschkreis an das napoleonische Königreich Italien abgetreten.